# Chambre de commerce et d'industrie du Puy-en-Velay/Yssingeaux
La chambre de commerce et d'industrie du Puy-en-Velay/Yssingeaux est une ancienne chambre de commerce et d'industrie du département de la Haute-Loire qui a existé de 1920 à 2010. Elle faisait partie de la chambre régionale de commerce et d'industrie Auvergne.

## Siège
Son siège était situé 16, boulevard du Président-Bertrand au Puy-en-Velay. Elle disposait aussi d'une antenne à Monistrol-sur-Loire.

## Historique
À partir de 1894, il existe une chambre de commerce et d'industrie, ayant son siège au Puy-en-Velay, agissant sur l’ensemble du département de la Haute-Loire. En 1920, avec la création de la chambre de commerce et d'industrie de Brioude, sa circonscription est ramenée aux arrondissements du Puy-en-Velay et d’Yssingeaux. Après 90 ans de séparation, les deux chambres sont fusionnées par le décret no 2009-11463 du 22 septembre 2009 pour former la chambre de commerce et d'industrie de la Haute-Loire qui entre en fonction en janvier 2011.

## Missions
Elle était chargée de représenter les intérêts des 6 300 entreprises commerciales, industrielles et de service des arrondissements du Puy-en-Velay et d'Yssingeaux et de leur apporter certains services. Cet établissement public gérait en outre des équipements au profit de ces entreprises.

### Service aux entreprises
- Centre de formalités des entreprises
- Assistance technique au commerce
- Assistance technique à l'industrie
- Assistance technique aux entreprises de service
- Point A (apprentissage)

### Gestion d'équipements
- Aéroport du Puy - Loudes

### Centres de formation
- Centre de formation de Taulhac à Le Puy.

## Pour approfondir